# Wes Borland
Wes Borland, właśc. Wesley Louden Borland (ur. 7 lutego 1975 w Richmond w stanie Wirginia) – amerykański gitarzysta rockowy.

## Życiorys
Wesley Louden Borland urodził się 7 lutego 1975 w Richmond w stanie Wirginia. Ma młodszego brata Scotta, który także jest muzykiem.
Jego ojciec był prezbiteriańskim duchownym, z tego powodu rodzina często się przeprowadzała. Zaczął grać na gitarze w wieku 12 lat, biorąc lekcje w kościele ojca. Początkowo miał problemy z czytaniem nut, ponieważ jego pierwszy nauczyciel uczył go grać ze słuchu. Po ukończeniu szkoły plastycznej grywał w zespołach amatorskich.

## Kariera
Jeszcze w czasach szkolnych założył wraz z bratem blackmetalową grupę Goatslayer. W 1994 poznał Freda Dursta i dołączył do zespołu Limp Bizkit. Na wielu teledyskach tego zespołu miał na sobie kostiumy, które robił sam. Początkowo używał samodzielnie przerobionej, 7-strunowej gitary Ibanez UV7, od 2000 gra na ręcznie robionej gitarze PRS, ostatecznie podpisał kontrakt z Japońską Yamahą na swój własny, sygnowany model. Zanim 12 października 2001 opuścił Limp Bizkit, wraz z bratem Scottem założył zespół Big Dumb Face, a już po odejściu z Limp Bizkit – Eat the Day. Obie grupy wkrótce się rozpadły. W sierpniu 2004 powrócił do Limp Bizkit.
Aktualnie Wes Borland jest ponownie członkiem Limp Bizkit.

## Kariera pozazespołowa
Od 2003 blisko współpracuje z Dannym Lohnerem (Nine Inch Nails, Tapeworm) – m.in. zespoły Black Light Burns i The Damning Well, wspólne remiksy (m.in. utworów A Perfect Circle). W 2007 roku ukazała się płyta jednego ze wspólnych projektów, Black Light Burns.
W 2005 jako basista wspomagał na koncertach hardcore'ową grupę From First to Last, pomagał również w nagrywaniu najnowszego albumu tego zespołu.
W 2008 pełnił rolę gitarzysty na koncertach w zespole Marilyn Manson.
W 2010 zagrał na kilku koncertach z Combichrist na ich trasie koncertowej z Rammstein.
W 2016 wydał solowy album zatytułowany Crystal Machete.

## Życie prywatne
W 1998 roku ożenił się z Heather McMillan. Małżeństwo rozpadło się w 2001. Po raz drugi ożenił się z Anną Borland w 2009. Małżeństwo trwało do 2013. W 2016 Wes ożenił się z Carre Callaway.

## Dyskografia
- 1997 – Three Dollar Bill, Y’All$ (Limp Bizkit)
- 1998 – Demo (Big Dumb Face)
- 1999 – Significant Other (Limp Bizkit)
- 2000 – Chocolate Starfish and the Hot Dog Flavored Water (Limp Bizkit)
- 2001 – New Old Songs (Limp Bizkit)
- 2001 – Big Dumb Metal EP (Big Dumb Face)
- 2001 – Duke Lion Fights the Terror !!  (Big Dumb Face)
- 2005 – The Unquestionable Truth (Part 1) (Limp Bizkit)
- 2005 – Greatest Hitz (Limp Bizkit)
- 2006 – Heroine (From First to Last)
- 2007 – Cruel Melody (Black Light Burns)
- 2008 – Cover Your Heart and the Anvil Pants Odyssey (Black Light Burns)
- 2011 – Gold Cobra (Limp Bizkit)
- 2012 – The Moment You Realize You're Going To Fall (Black Light Burns)
- 2013 – Lotus Island (Black Light Burns)

## Filmografia
- "We Are X" (2016, film dokumentalny, reżyseria: Stephen Kijak)[4]